# Linia kolejowa nr 126
Linia kolejowa nr 126 Chrzanów – Płaza (dawniej Jaworzno Szczakowa – Bolęcin) – jednotorowa, niezelektryfikowana linia kolejowa znaczenia miejscowego w południowej Polsce. Linia została otwarta w 1900 roku. W 1981 roku zawieszono kursowanie pociągów na odcinku Jaworzno Szczakowa – Bolęcin. Tory zostały rozebrane na odcinku Jaworzno – Chrzanów. W związku z powyższym wprowadzono nowy kilometraż linii, która obecnie zaczyna się na stacji Chrzanów, a kończy w okolicy ładowni na dawnej stacji Płaza. W 1991 roku zelektryfikowano odcinek Chrzanów – Bolęcin, a w 1995 zawieszono ruch pociągów z równoczesnym demontażem sieci trakcyjnej. Obecnie wyremontowany i przejezdny jest odcinek Chrzanów – Płaza.